# Динара Сафина
Динара Мубиновна Сафина (рус. Динара Мубиновна Сафина, тат. Динара Мөбин кызы Сафина; Москва, 27. април 1986) је бивша професионална руска тенисерка татарског порекла, која се налазила на првом месту ВТА листе најбољих тенисерки света.
Сафина је млађа сестра познатог тенисера, бившег првог играча света Марата Сафина. Њих двоје су први брат и сестра у историји који су достигли прво место на ВТА, односно АТП листи. Сафина је била финалисткиња три гренд слем турнира у појединачној конкуренцији — Отвореног првенства Аустралије 2009. и Отвореног првенства Француске 2008. и 2009 — а освојила је и Отворено првенство САД 2007. у конкуренцији парова, са Натали Деши. Такође је освојила и сребрну медаљу на Олимпијским играма 2008.

## Приватни живот
Динара Сафина рођена је 27. априла 1986. у Москви, Русија (тада СССР), у тениској породици. Њени родитељи су татарског порекла. Њен отац Михаил је директор тениског клуба у Москви, мајка Рауза Исланова тениски тренер, а старији брат Марат је такође постао врло успешан тенисер. Исланова је једно време тренирала Сафину, а такође је била тренер руске тенисерке Јелене Дементјеве. Када је имала осам година, Сафина се са породицом преселила у Валенсију, како би Марат и Динара тамо могли да тренирају, и то је разлог зашто Сафина течно говори шпански језик. Такође течно говори руски и енглески језик.
Док ју је тренирао хрватски стручњак Жељко Крајан, често је боравила и тренирала у Вараждину, Хрватска. Претходно ју је тренирао Глен Скап, бивши тренер руске тенисерке Нађе Петрове. Док је одрастала, идоли у тенису биле су јој Линдси Давенпорт и Жистин Енен. Љубитељ је фудбала и атлетике, а ватрени је навијач Јелене Исинбајеве. Најбоље пријатељице Сафине међу тенисеркама су Светлана Кузњецова и Јелена Веснина.

## Каријера
Професионално је почела да игра 2000, када је учествовала на два турнира, а на турниру у Мајорци стигла је до финала. Следеће сезоне, са непуних 14 година, тријумфовала је у Риму а била је у јуниорском финалу Вимблдона.
У 2002. ушла је међу првих сто тенисерки света. На првом ВТА турниру у каријери у Ешторилу, ушла је у полуфинале. Уласком у првих сто дебитовала је и на гренд слем турниру у Сједињеним државама. Годину је обележило и њено прво финале на ВТА турниру у Сопоту Пољска у којем је победила словакињу Хенријету Нађову.
Напредовање наставља 2003. године. Освојила је свој први ВТА турнир у Палерму победивши Катарину Среботник. На Ју-Ес Опену је изгубила у осмини финала од Жистин Енен са 6:0, 6:3.
У 2004. је имала проблеме са повредама, али је у Паризу победила Јелену Јанковић, Пати Шнидер и Франческу Скјавоне, али је у полуфиналу испала од Ким Клајстерс, тада друге тенисерке света.
Година 2005. била је прва коју је Сафина завршила међу првих двадесет најбољих тенисерки света. То јој је пошло за руком победом у финалу Париза победом против Амели Моресмо, освајање турнира  категорије у Прагу и играњем два узастопна полуфинала Москве и Хаселта.
У досадашњој каријери (август 2008) је освојила 8 титула у појединачној конкуренцији и 8 у игри парова на ВТА турнирима. У игри парова је са Францускињом Натали Деши освојила 2007. и гренд слем, Отворено првенство САД.
У сезони 2005. као члан екипе Русије освојила је Фед куп.

## Пласман на ВТА листи на крају сезоне
| Година  | 2001. | 2002. | 2003. | 2004. | 2005. | 2006. | 2007. | 2008. | 2009. |
| пласман | 394.  | 68.   | 54.   | 44.   | 20.   | 11.   | 15.   | 3     | 2     |

## Награде
- 2008 — Награда ВТА за тенисерку која је највише напредовала[5]

## Финала

### Гренд слем финала појединачно (3 (0–3))
| Исход | Година | Турнир                        | Подлога | Противница         | Резултат |
| Пораз | 2008   | Отворено првенство Француске  | Шљака   | Ана Ивановић       | 4–6, 3–6 |
| Пораз | 2009   | Отворено првенство Аустралије | Тврда   | Серена Вилијамс    | 0–6, 3–6 |
| Пораз | 2009   | Отворено првенство Француске  | Шљака   | Светлана Кузњецова | 4–6, 2–6 |

### Гренд слем финала у паровима (2 (1–1))
| Исход  | Година | Турнир                 | Подлога | Партнерка          | Противнице                  | Резултат |
| Пораз  | 2006   | Отворено првенство САД | Тврда   | Катарина Среботник | Натали Деши Вера Звонарјова | 6–7, 5–7 |
| Победа | 2007   | Отворено првенство САД | Тврда   | Натали Деши        | Јунг-Јан Чан Чиа-Јунг Чуанг | 6–4, 6–2 |

### Олимпијска финала појединачно (1 (0–1))
| Исход  | Година | Турнир | Подлога | Противница        | Резултат      |
| Сребро | 2008   | Пекинг | Тврда   | Јелена Дементјева | 6–3, 5–7, 3–6 |

### ВТА финала појединачно (24 (12–12))
| Легенда: Пре 2009.           | Легенда: Од 2009.       |
| ---------------------------- | ----------------------- |
| Гренд слем (0–3)             |                         |
| Завршна првенства сезоне (0) |                         |
| категорија (3–2)             | Обавезни Премијер (1–0) |
| категорија (2–0)             | Премијер 5 (1–1)        |
| категорија (2–3)             | Премијер (0–2)          |
| и категорија (2–0)           | Међународни (1–0)       |

| Исход  | Бр. | Датум    | Турнир                    | Локација                | Подлога | Противница         | Резултат            |
| Победа | 1.  | 27-07-02 | Сопот опен                | Сопот, Пољска           | Шљака   | Хенријета Нађова   | 6–3, 4–0 предат меч |
| Победа | 2.  | 13-07-03 | Палермо опен              | Палермо, Италија        | Шљака   | Катарина Среботник | 6–3, 6–4            |
| Пораз  | 1.  | 31-10-04 | Фортис шампионат          | Луксембург, Луксембург  | Тврда   | Алиша Молик        | 3–6, 4–6            |
| Победа | 3.  | 13-02-05 | Париз                     | Париз, Француска        | Тепих   | Амели Моресмо      | 6–4, 2–6, 6–3       |
| Победа | 4.  | 15-05-05 | Праг опен                 | Праг, Чешка Република   | Шљака   | Зузана Ондрашкова  | 7–6(2), 6–3         |
| Пораз  | 2.  | 21-05-06 | Рим опен                  | Рим, Италија            | Шљака   | Мартина Хингис     | 2–6, 5–7            |
| Пораз  | 3.  | 24-06-06 | Ордина опен               | Хертохенбос, Холандија  | Трава   | Михаела Крајичек   | 3–6, 4–6            |
| Победа | 5.  | 06-01-07 | Гоулд Коуст опен          | Гоулд Коуст, Аустралија | Тврда   | Мартина Хингис     | 6–3, 3–6, 7–5       |
| Пораз  | 4.  | 15-04-07 | Куп породичног круга      | Чарлстон, САД           | Шљака   | Јелена Јанковић    | 2–6, 2–6            |
| Победа | 6.  | 11-05-08 | Берлин                    | Берлин, Немачка         | Тврда   | Јелена Дементјева  | 3–6, 6–2, 6–2       |
| Пораз  | 5.  | 07-06-08 | Ролан Гарос               | Париз, Француска        | Шљака   | Ана Ивановић       | 4–6, 3–6            |
| Пораз  | 6.  | 21-06-08 | Ордина опен               | Хертохенбос, Холандија  | Трава   | Тамарин Танасугарн | 5–7, 3–6            |
| Победа | 7.  | 27-07-08 | Лос Анђелес опен          | Лос Анђелес, САД        | Тврда   | Флавија Пенета     | 6–4, 6–2            |
| Победа | 8.  | 03-08-08 | Роџерс куп                | Монтреал, Канада        | Тврда   | Доминика Цибулкова | 6–2, 6–1            |
| Пораз  | 7.  | 17-08-08 | Олимпијске игре           | Пекинг, Кина            | Тврда   | Јелена Дементјева  | 6–3, 5–7, 3–6       |
| Победа | 9.  | 21-09-08 | Отворено првенство Токија | Токио, Јапан            | Тврда   | Светлана Кузњецова | 6–1, 6–3            |
| Пораз  | 8.  | 16-01-09 | Медибанк интернашонал     | Сиднеј, Аустралија      | Тврда   | Јелена Дементјева  | 3–6, 6–2, 1–6       |
| Пораз  | 9.  | 30-01-09 | Аустралија опен           | Мелбурн, Аустралија     | Тврда   | Серена Вилијамс    | 0–6, 3–6            |
| Пораз  | 10. | 03-05-09 | Велика награда Поршеа     | Штутгарт, Немачка       | Шљака   | Светлана Кузњецова | 4–6, 3–6            |
| Победа | 10. | 09-05-09 | Рим опен                  | Рим, Италија            | Шљака   | Светлана Кузњецова | 6–3, 6–2            |
| Победа | 11. | 17-05-09 | Мадрид опен               | Мадрид, Шпанија         | Шљака   | Каролина Возњацки  | 6–2, 6–4            |
| Пораз  | 11. | 06-06-09 | Ролан Гарос               | Париз, Француска        | Шљака   | Светлана Кузњецова | 4–6, 2–6            |
| Победа | 12. | 26-07-09 | Словенија опен            | Порторож, Словенија     | Тврда   | Сара Ерани         | 6–7(5), 6–1, 7–5    |
| Пораз  | 12. | 16-08-09 | Синсинати опен            | Синсинати, САД          | Тврда   | Јелена Јанковић    | 4–6, 2–6            |

### ВТА финала у паровима (15 (8–7))
| Легенда: Пред 2009.          | Легенда: Од 2009.     |
| ---------------------------- | --------------------- |
| Гренд слем (1–1)             |                       |
| Завршна првенства сезоне (0) |                       |
| Тијер I (1–0)                | Обавезни Премијер (0) |
| Тијер II (2–3)               | Премијер 5 (0)        |
| Тијер III (4–0)              | Премијер (0)          |
| Тијер IV и V (0–2)           | Међународни (0)       |

| Исход  | Бр. | Датум    | Турнир                     | Локација                | Подлога | Партнерка             | Противнице                            | Резултат             |
| Пораз  | 1.  | 10-01-03 | Канбера класик             | Канбера, Аустралија     | Тврда   | Даја Бедањова         | Емили Луа Татјана Гарбин              | 3–6, 6–3, 4–6        |
| Пораз  | 2.  | 15-01-04 | Медибанк интернашонал      | Сиднеј, Аустралија      | Тврда   | Меган Шонеси          | Кара Блек Рене Стабс                  | 5–7, 6–3, 4–6        |
| Победа | 1.  | 26-09-04 | Кина опен                  | Пекинг, Кина            | Тврда   | Емануел Гаљарди       | Жизела Дулко Марија Венто-Кабши       | 6–4, 6–4             |
| Пораз  | 3.  | 15-01-05 | Мурила Хобарт интернашонал | Хобарт, Аустралија      | Тврда   | Анабел Медина Гаригес | Зи Јан Ђе Женг                        | 4–6, 5–7             |
| Пораз  | 4.  | 11-02-05 | Париз опен                 | Париз, Француска        | Тврда   | Анабел Медина Гаригес | Ивета Бенешова Квета Пешке            | 2–6, 6–2, 2–6        |
| Пораз  | 5.  | 18-02-05 | Дијамантске игре           | Антверп, Белгија        | Тврда   | Анабел Медина Гаригес | Кара Блек Ел Каљен                    | 6–3, 4–6, 4–6        |
| Победа | 2.  | 18-06-05 | Ордина опен                | Хертохенбос, Холандија  | Трава   | Анабел Медина Гаригес | Ивета Бенешова Нурија Љагостера Вивес | 6–4, 2–6, 7–6(11)    |
| Победа | 3.  | 07-01-06 | Гоулд Коаст опен           | Гоулд Коаст, Аустралија | Тврда   | Меган Шонеси          | Кара Блек Рене Стабс                  | 6–2, 6–3             |
| Победа | 4.  | 19-02-06 | Дијамантске игре           | Антверп, Белгија        | Тепих   | Катарина Среботник    | Стефани Форец Михаела Крајичек        | 6–1, 6–1             |
| Пораз  | 6.  | 09-09-06 | Отворено првенство САД     | Њујорк, САД             | Тврда   | Катарина Среботник    | Натали Деши Вера Звонарјова           | 6(5)–7, 5–7          |
| Победа | 5.  | 06-01-07 | Гоулд Коаст опен           | Гоулд Коаст, Аустралија | Тврда   | Катарина Среботник    | Ивета Бенешова Галина Воскобојева     | 6–3, 6–4             |
| Победа | 5.  | 06-01-07 | Гоулд Коаст опен           | Гоулд Коаст, Аустралија | Тврда   | Катарина Среботник    | Ивета Бенешова Галина Воскобојева     | 6–3, 6–4             |
| Победа | 6.  | 09-09-07 | Отворено првенство САД     | Њујорк, САД             | Тврда   | Натали Деши           | Јунг-Јан Чан Џуанг Ђажунг             | 6–4, 6–2             |
| Пораз  | 7.  | 05-10-07 | Велика награда Поршеа      | Штутгарт, Немачка       | Тврда   | Јунг-Јан Чан          | Ивета Бенешова Рене Стабс             | 7–6(5), 6(4)–7, 10–2 |
| Победа | 7.  | 05-01-08 | Гоулд Коаст опен           | Гоулд Коаст, Аустралија | Тврда   | Агнеш Савај           | Зи Јан Ђе Женг                        | 6–1, 6–2             |
| Победа | 8.  | 22-03-08 | Пасифик лајф опен          | Индијан Велс, САД       | Тврда   | Јелена Веснина        | Зи Јан Ђе Женг                        | 6–1, 1–6, 10-8       |

### Фед куп финала (1 (1–0)
| Исход  | Датум    | Локација         | Подлога | Победнице                                                        | Финалисткиње                                        | Резултат |
| Победа | 17-09-05 | Париз, Француска | Шљака   | Јелена Дементјева Вера Душевина Анастасија Мискина Динара Сафина | Татјана Головин Натали Деши Амели Моресмо Мери Пирс | 3–2      |

## Учешће на гренд слем турнирима

### Појединачно
| Година | Аустралија опен | Аустралија опен | Ролан Гарос | Ролан Гарос | Вимблдон | Вимблдон         | Америка опен | Америка опен |
| 2002.  | —               | —               | —           | —           | —        | —                | 2. коло      | Вилијамс     |
| 2003.  | 1. коло         | Среботник       | 1. коло     | Мискина     | 1. коло  | Молик            | 4. коло      | Енен         |
| 2004.  | 3. коло         | Клајстерс       | 2. коло     | Ирвин       | 1. коло  | Пара Сантонха    | 1. коло      | Дементјева   |
| 2005.  | 2. коло         | Моресмо         | 1. коло     | Разано      | 3. коло  | Линдси Давенпорт | 1. коло      | Камерин      |
| 2006.  | 2. коло         | Арвидсон        | ЧФ          | Кузњецова   | 3. коло  | Ивановић         | ПФ           | Моресмо      |
| 2007.  | 3. коло         | На              | 4. коло     | Вилијамс    | 2. коло  | Моригами         | 4. коло      | Енен         |
| 2008.  | 1. коло         | Лисицки         | Ф           | Ивановић    | 3. коло  | Пер              | ПФ           | Вилијамс     |
| 2009.  | Ф               | Вилијамс        | Ф           | Кузњецова   | ПФ       | Вилијамс         |              |              |

### У паровима
| Година | Аустралија опен       | Аустралија опен           | Ролан Гарос       | Ролан Гарос         | Вимблдон       | Вимблдон           | Америка опен      | Америка опен         |
| 2003.  | —                     | —                         | 1. коло Фуџицара  | Деши Луа            | —              | —                  | —                 | —                    |
| 2004.  | Четвртфинале Хусарова | Хубер Сугијама            | 2. коло Хантухова | Крејбас Веингартнер | —              | —                  | 1. коло Хантухова | Руано Суарез         |
| 2005.  | Четвртфинале Медина   | Линдси Давенпорт Морарију | 2. коло Медина    | Тинг Тјантјан       | 3. коло Медина | Хантухова Сугијама | 1. коло Медина    | Јан Женг             |
| 2006.  | 2. коло Мискина       | Форец Занети              | 3. коло Винчи     | Рејмонд Стосур      | —              | —                  | Финале Среботник  | Деши Вера Звонарјова |
| 2007.  | 3. коло Среботник     | Чан Чуанг                 | 3. коло Пер       | Среботник Сугијама  | 1. коло Винчи  | Диналиду Вер       | Победа Деши       | Чан Чуанг            |